# Кубільяс-де-лос-Отерос
Кубільяс-де-лос-Отерос (ісп. Cubillas de los Oteros) — муніципалітет в Іспанії, у складі автономної спільноти Кастилія-і-Леон, у провінції Леон. Населення — 167 осіб (2010).
Муніципалітет розташований на відстані близько 260 км на північний захід від Мадрида, 26 км на південь від Леона.
На території муніципалітету розташовані такі населені пункти: (дані про населення за 2010 рік)
- Кубільяс-де-лос-Отерос: 137 осіб
- Хігосос-де-лос-Отерос: 30 осіб

## Демографія
Динаміка населення (INE ):